# Franz Miller
Franz Miller (Messina, 1877 – 1956) è stato un imprenditore italiano, considerato un pioniere dell'aviazione per aver fondato a Torino nel 1908 le "Officine Miller Costruzioni Aeronautiche", prima azienda di questo tipo in Italia.

## Biografia
Nacque a Messina nel 1877, figlio di Natale. Si trasferì a Torino ai primi del 1900, dove si laureò in ingegneria presso il Politecnico di Torino, e poi impiantò una officina dapprima meccanica poi per il perfezionamento delle prime aeromobili. Fin dal 1904 si applicò tecnicamente al miglioramento dei motori d’aviazione nel tentativo di risolvere l'allora assillante problema del rapporto potenza-peso-costante durata nel tempo. A partire dal 1906 si interessò al nascente mondo dell'aviazione, costruendo e facendo volare dei modelli di velivolo in scala ridotta caratterizzati dall'avere un'ala monoplana a diedro curvo. Nel marzo-aprile del 1908 realizzò un motore a 4 cilindri di 40/50 HP a cui fece presto seguito un tipo da 100 HP realizzato con l'aiuto di Antonio Chiribiri. Si applicò ai problemi di stabilità dell'aereo, nonché a quelli relativi al carrello di atterraggio per il quale risolse alcuni particolari calcoli relativi alle dimensioni, fattore importante al momento di toccare il suolo. 
Nel 1908 fondò le Officine Miller Costruzioni Aeronautiche, site in via Legnano 9, lavorando su richiesta e progetti dei clienti alla realizzazione degli aeroplani. La pubblicità della neonata fabbrica così recitava: Esecuzione di qualsiasi macchina per volare dietro semplice schizzo e proponeva monoplani completi da 35-40 HP a 12.500 lire. Tale pubblicità attrasse un farmacista di Fossano, il dottor Fuseri, che sottopose alla ditta il progetto di aereo ad ali battenti, in metallo, designato “ornitottero Fuseri”. Questo aereo, sebbene quasi ultimato, rimase fermo sul piazzale dell'azienda a causa di controversie sorte tra il committente e la ditta. Provato sulla piazza d'armi di Fossano riuscì ad alzarsi di 1 m, cosa mai più ripetuta nonostante la potenza del propulsore pari a 100 HP che azionava un’elica ruotante su asse verticale. Sempre in quell'anno concluse un contratto con Mario Cobianchi per la realizzazione del velivolo Cobianchi N.I, definito anche elicoplano, la cui costruzione iniziò poco dopo.
La sera del 18 maggio 1909, su invito del locale Circolo Ingegneri, tenne al Teatro Duse di Bologna la prima conferenza in Italia sull'aviazione dal titolo “Libriamoci in alto”. Il 21 luglio 1909 Mario Cobianchi fece decollare per la prima volta il suo velivolo, nel frattempo trasformato in biplano ed equipaggiato con motore Miller da 100HP, che però rimase subito danneggiato toccando terra, tanto che gli si dovette sostituire l'elica. In quell'anno l'ingegner Miller, in collaborazione con l'ingegner Riccardo Ponzelli, progettò e costruì un proprio velivolo l'aerocurvo, o anche Miller 30HP dalla potenza del motore, caratterizzato da un'ala a dietro curvo e che fu iscritto al Circuito Aereo Internazionale di Brescia che si tenne nel mese di settembre. L'aereo fu affidato a Leonino Da Zara, ma non riuscì mai a decollare a causa dell'insufficiente potenza del propulsore, ed effettuò solo qualche rullaggio. L'aereo venne ampiamente modificato adottando un'ala normale, e fu di molto alleggerito, e in questa configurazione riuscì a volare l'anno successivo.
Nell'ottobre 1910 il carabiniere Ernesto Cabruna gli sottopose il progetto di un velivolo di sua concezione, molto innovativo, che lui approvò anche se poi non venne realizzato. Si dedicò anche, su commessa di Celestino Usuelli e Mario Borsalino, alla costruzione di dirigibili. Realizzato presso il cantiere di Lombardore lo U.2, lungo 51 m e largo 9,5 m, andò in volo per la prima volta il 16 agosto 1910. Sempre a Lombardore in quell'anno impiantò una propria scuola di volo, denominata “Pilotaggio Piacenza, Miller & C.”,  su un ex poligono militare caratterizzato da essere posto in posizione pianeggiante. Sempre per Usuelli nel 1911 realizzò anche il dirigibile U.3. La ditta chiuse qualche tempo dopo. Si Spense nel 1956.

### Fonti
1. ↑  Cobianchi 1943, p. 14.
2. 1 2 3  Il cittadino di Messina.
3. 1 2 3 4  Aeroclub Torino.
4. 1 2 3  Cobianchi 1943, p. 15.
5. ↑  Cobianchi 1943, p. 19.
6. 1 2  Cobianchi 1943, p. 23.
7. ↑  Cobianchi 1943, p. 27.
8. ↑  Aeroclub Torino.